# ATM (Trapani)
ATM, sigla di Azienda Trasporti e Mobilità, è l'azienda che gestisce il trasporto pubblico nella città di Trapani.
Nell'intera provincia di Trapani è l'unico servizio pubblico di trasporto urbano. L'azienda, ex S.A.U. (Servizi Autoviari Urbani), gestisce il servizio cittadino e quello delle frazioni pedemontane di Erice. 
Può contare su un parco automezzi sufficienti a coprire 12 linee urbane e 3 extraurbane. Le corse delle domeniche e dei festivi sono effettuate su 4 distinte circolari.
Un grande terminal di servizi, da cui partono la maggior parte delle linee, è ubicato nel piazzale Papa Giovanni Paolo II in prossimità dell'area portuale della città. 
La lunghezza della rete si sviluppa per quasi 200 km e sulle tredici linee vengono utilizzati diversi mezzi fra cui, oltre ai 10 Pollicino a propulsione elettrica, anche due autobus turistici a due piani e un trenino (questi ultimi vengono utilizzati esclusivamente durante il periodo estivo).